# Молотарка

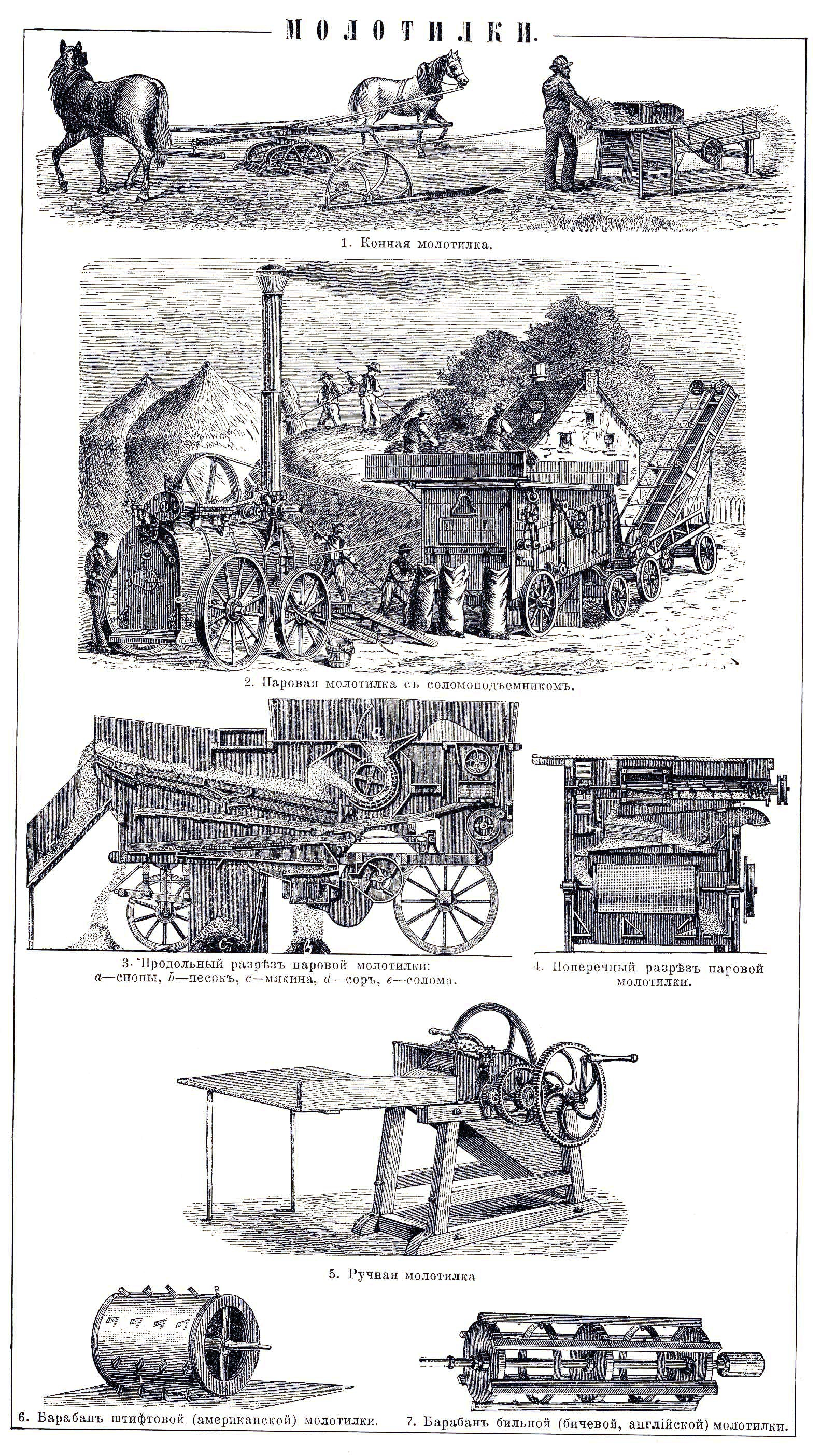
Молотарки. 1. Кінна молотарка. 2. Парова молотарка з пристосуванням для піднімання соломи. 3. Поздовжній розріз парової молотарки: a — снопи, b — пісок, c — полова, d — сміття, e — солома. 4. Поперечний розріз парової молотарки. 5. Ручна молотарка. 6. Барабан штифтової (американської) молотарки. 7. Барабан бильної (бичової, англійської) молотарки.

Молота́рка, заст. молота́рня — машина для обмолочування сільськогосподарських культур з метою відокремити зерно від качанів і колосків (полови, соломи).

## Історія
Необхідність машин для обмолоту хліба стала відчутною в багатьох країнах ще в XVIII столітті. Уже тоді намагалися молотити сільгоспкультури різними машинами. Після кількох невдалих спроб застосування механічної сили для приведення в рух звичайних ціпів, котків, товчил і різних пристроїв млинів шотландцеві Е. Мейклу прийшла думка застосувати для молотьби швидкий обертовий барабан. На ділі ця думка була здійснена в 1786 році сином Мейкла.
Побудована ним у цьому році машина, згідно з «Енциклопедичним словником Брокгауза і Єфрона», була першою вдалою конструкцією молотарки. За місцем побудови першої молотарки за ними, на досить тривалий час, затвердилася назва шотландських або англійських. Ця система трималася в Старому Світі дуже довго, так що ще на Лондонській всесвітній виставці в 1851 року всі експоновані молотарки належали системі Мейкла.
З плином часу ці молотарки піддавалися значним змінам і удосконаленням. До появи зернозбиральних комбайнів молотарки були основними машинами для виділення насіння із колосків, волотей, качанів чи кошиків сільськогосподарських культур. У Російській імперії використовувалися імпортні молотарки, у СРСР вони вироблялися з 1924 р. до початку 1950-х, їхній випуск було припинено в зв'язку з поширенням комбайнового збирання.
На теперішній час обмолочування зерна входить до технологічних операцій зернозбирального комбайна, але молотарки продовжують використовуватися при переробці зібраного жниваркою або вручну колосся, крім того, застосовуються і спеціальні молотарки (кукурудзяні молотарки для фуражу, коноплемолотарки, льономолотарки та ін.).

## Класифікація
Залежно від конструкції молотарки поділяють на:
- Прості — вимолочують зерно або відокремлюють від вороху одну солому;
- Півскладні — споряджені соломотрясом, грохотом і віялкою, що дають очищене зерно;
- Складні — споряджені соломотрясом, грохотом, двома віялками і сортувалкою, що дають сортоване зерно.

Залежно від типу привода розрізняють молотарки ручні, кінні (з киратом), моторні (з двигуном) і парові (з паровою машиною, переважно з приводом від локомобіля). Залежно від конструкції робочого органа виділяють молотарки європейські (з бильним барабаном) і американські (із зубчастим барабаном).

## Конструкція

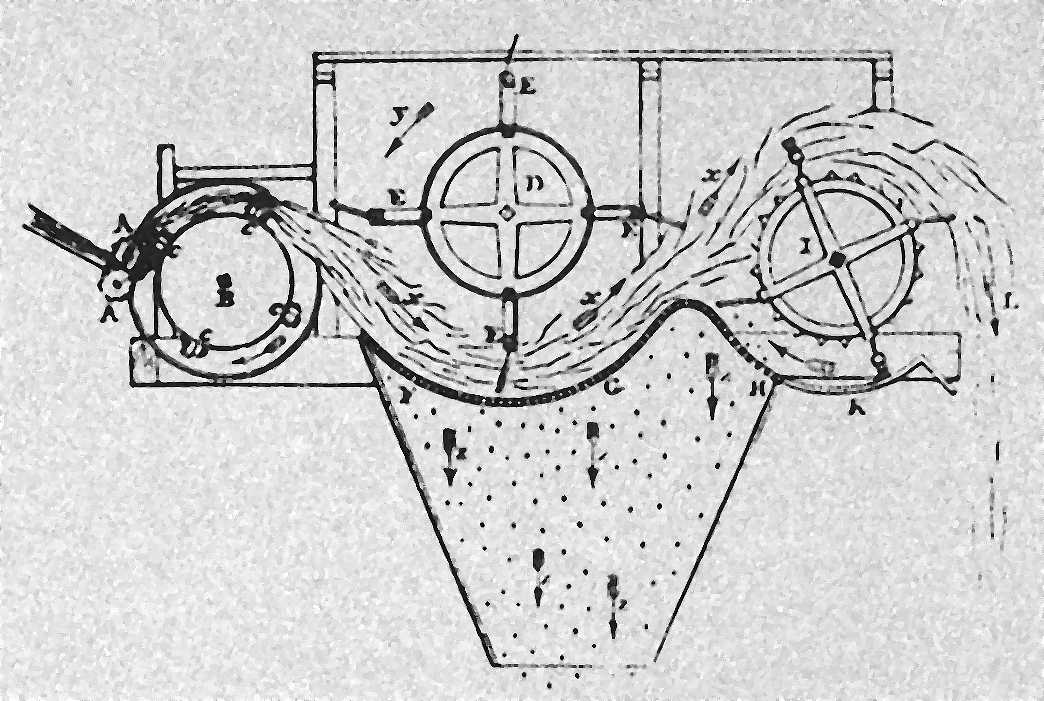
Робочий орган молотарки (конструкція Е. Мейкла) B — подавач, C — підбарабанник, D — барабан, E — била, I — бітер

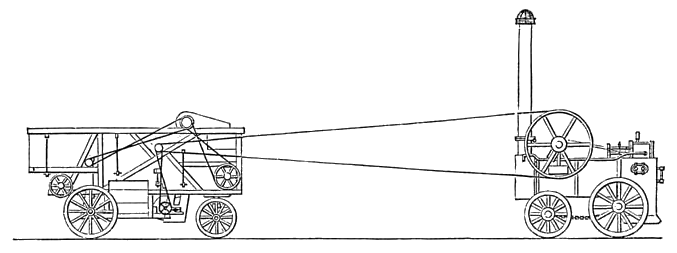
Молотарка з пасовим приводом від локомобіля

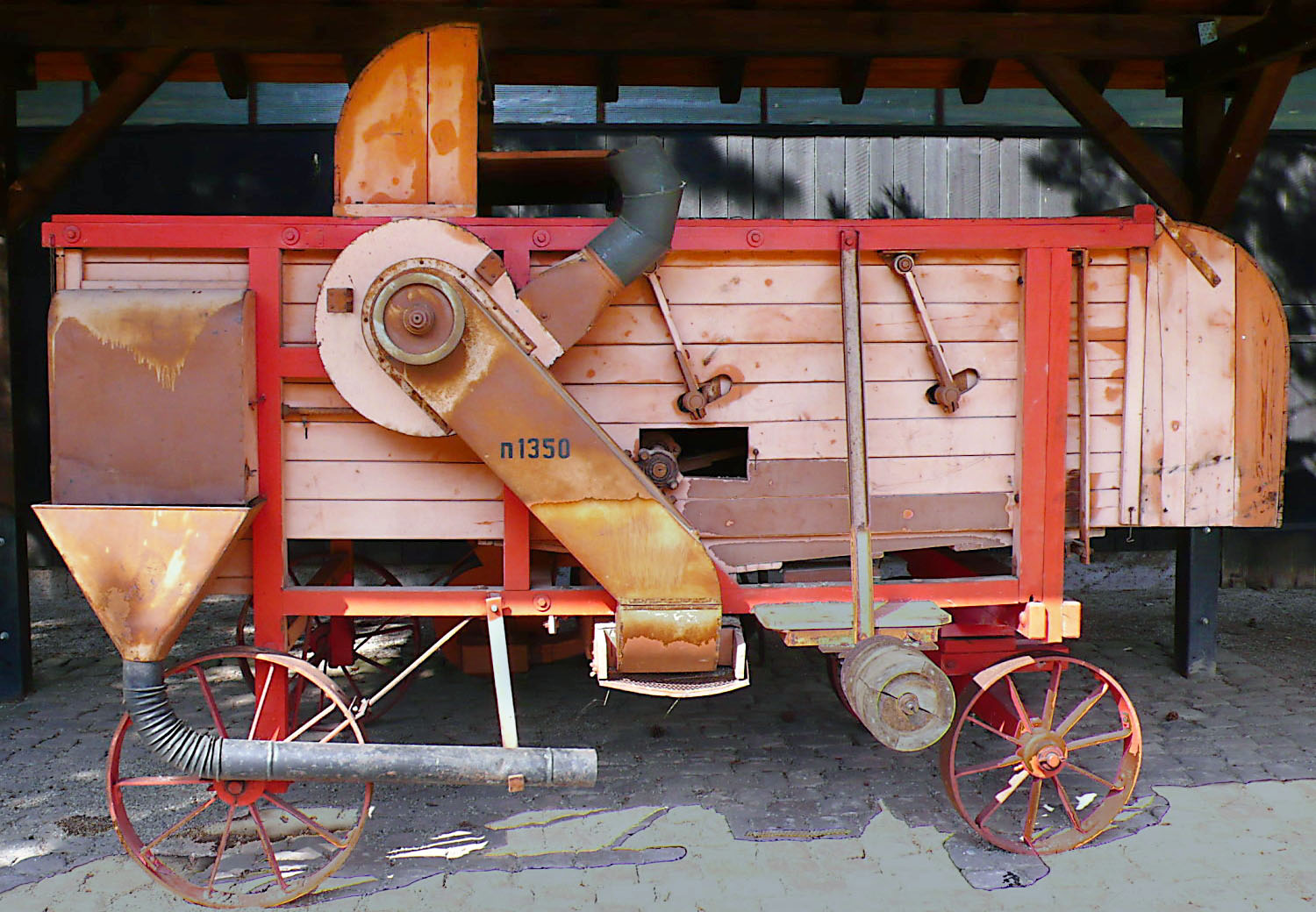
Молотарка в Ельгерсваєрі (район Оффенбурга)

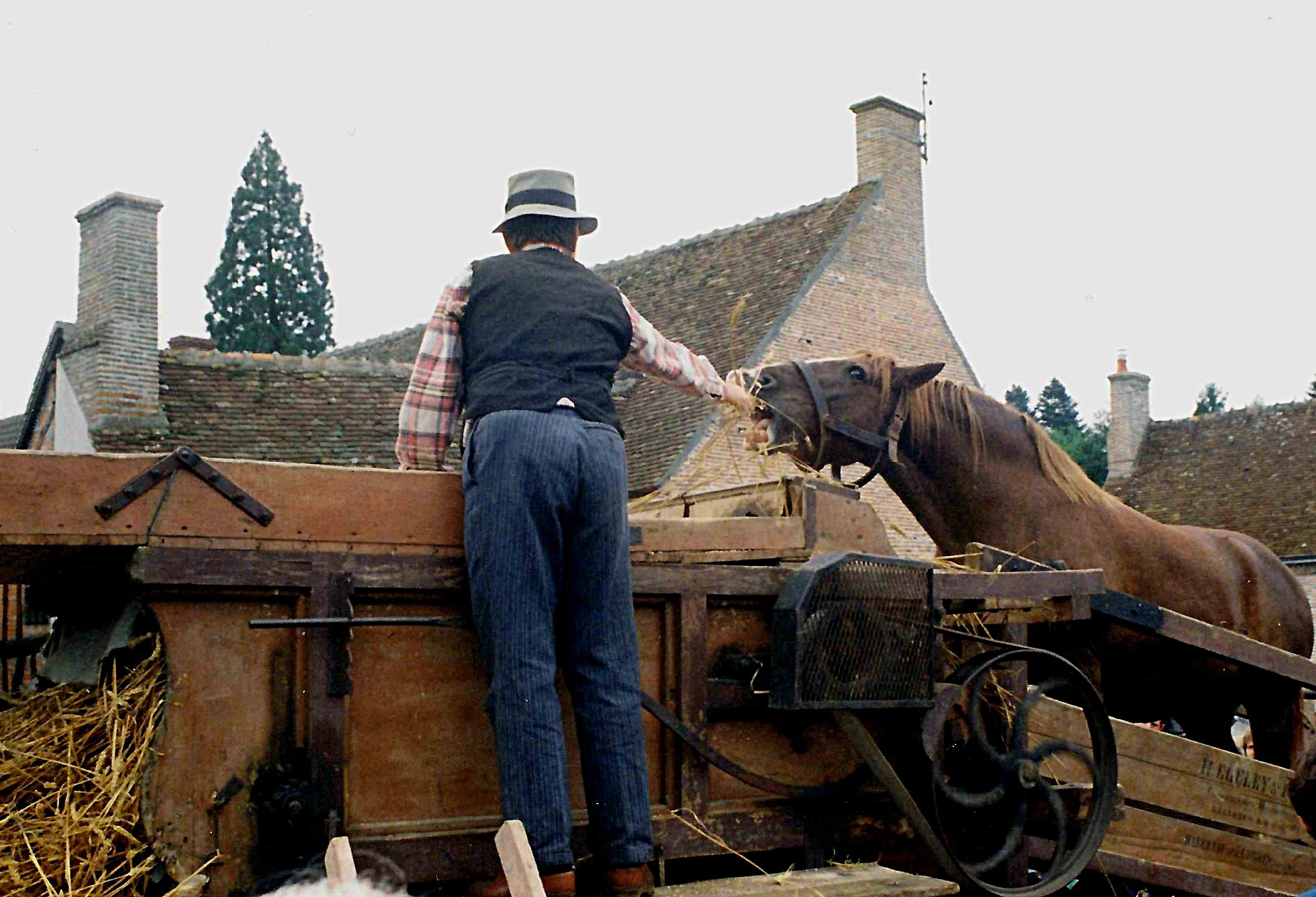
Молотарка з киратом (типу «бігова доріжка»)

Робочий орган молотарки складається з урухомлюваного двигуном обертового барабана і нерухомого підбарабанника (деки). Підбарабанник має увігнуту поверхню (барабан — опуклу), і охоплює останній на 1/3 — 1/5 його поверхні. До підбарабанника примикає нахилена донизу решітка, по якій скочується і видаляється з машини солома. Всі згадані частини міцно укріплені в дерев'яному або залізному станку, до якого іноді додається ще стіл для подачі снопів і для захисту самого робітника. У європейських молотарках вимолочування проводиться билами (бичами) — прикріпленими до барабана залізними смугами, що при його обертанні вибивають або витрушують зерно з колосків (аналогічно биякам ціпів). Вимолочене зерно проходить між прутами підбарабанника. В американських молотарках барабани замість бил мають зуби (штифти).
Обтрушування соломи від зерна й полови відбувається на соломотрясі — конвеєрі, що рухається в напрямку від барабана і виводить солому назовні. За конструкцією розрізняють клавішні й платформені соломотряси: перші складаються з «клавішів» — окремих решіток, що здійснюють під дією колінвала коливальні рухи, другі — складаються з однієї рухомої решітки (іноді спорядженої пальцями-перегрібачами). Зерно, полова і збоїни (подрібнена барабаном солома) падають через решітку на скатну дошку, і з неї — на грохот, а основна маса соломи виводиться з молотарки.
На грохоті відбувається відділення збоїн, а на віялці — полови та інших дрібних домішок. У молотарках для деяких культур (ячмінь, остюкова пшениця, остюковий овес) використовується шусталка — пристрій, який служить для перетирання зерна з метою відбивання остюків і оболонки (шустання). Вона складається з двох частин — циліндричної і конічної. За допомогою шнека, насадженого на її вал, зерно передається в циліндричну (споряджену плоскими тупими ножами) частину, а потім в конічну (споряджену 3-4 плоскими билами). Вали барабана, вентиляторів віялок, шусталки і шнеків мають зовнішні шківи для приводних пасів.

### Європейська молотарка

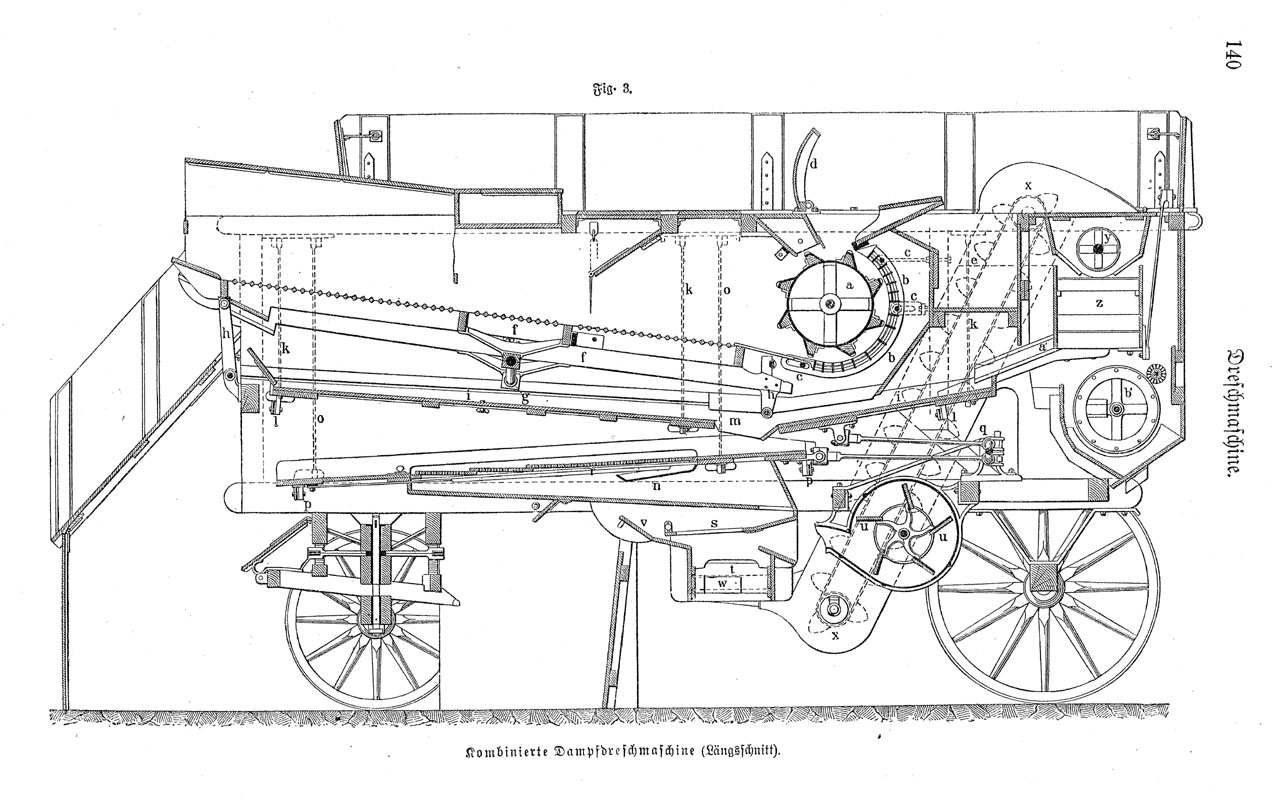
Схема європейської молотарки: a — барабан, b — підбарабанник, c — гвинти підбарабанника, d — кришка подавача, f — соломотряс, g — колінвал, h — тяги соломотряса, i — скатні дошки соломотряса і підбарабанника, k — кріплення скатних дощок, l — тяги скатних дощок, m — ? n — скатна дошка грохота, o — кріплення грохота, p — ?, q — ?, r — грохот, t, w — решета 1-ї віялки, u — вентилятор 1-ї віялки, x — шнековий елеватор для попередньо очищеного зерна, y — шусталка, z — 2-га віялка, a' — труба відходів від другої очистки, b' — сортувальний циліндр Пеннея

Складна європейська молотарка складається з 8-планкового бильного барабана, підбарабанника (деки), регульованого 3 гвинтами, клавішного соломотряса, установлюваного на одному або двох колінчастих валах, регульованого грохота, двох скатних дощок, половного решета, двох решіт віялки, забезпеченої вентилятором, елеватора для подачі зерна в шусталку, шусталки у вигляді барабанчика з ґратчастим кожухом, другої віялки з двома решетами і циліндричної сортувалки, що розділяє зерно на три сорти.
Колосся потрапляє в барабан, де між билами (або зубами) і підбарабанником здійснюється вимолот зерна. З-під барабана зерно потрапляє через підбарабанник, соломотряс, дошки і грохот на 1-шу віялку, де очищається від полови, колосків і піску. Після воно по елеватору передається в шусталку, а з неї — у 2-гу віялку, де проходить остаточну очистку й сортування, потім зсипається в мішки.

### Американська молотарка

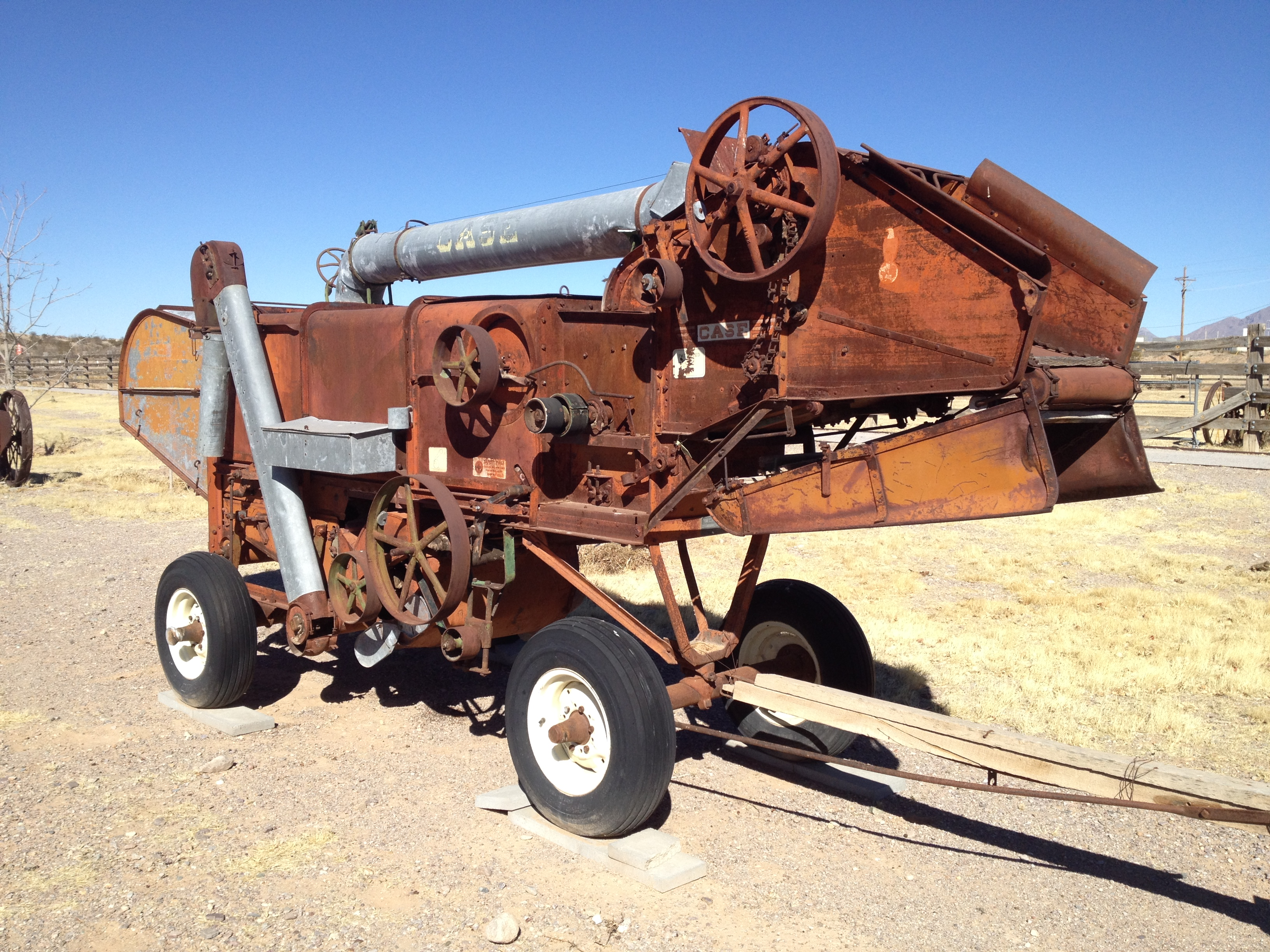
Американська молотарка, конструкція бл. 1942 р.

Американська молотарка має такі частини: самоподавач для снопів, ножовий апарат для перерізання шпагату, зубчастий барабан з підбарабанником, регульованим від ексцентрика, бітер (обертовий барабан, що підхоплює солому і передає її на соломотряс), соломотряс, половне решето, два решета віялки, елеватор і автоматичні ваги, що вимірюють кількість надійшлого зерна, і нарешті вентилятор, що виганяє по трубі солому і полову прямо на стіг. На відміну від європейської молотарки, в американській друга віялка ставиться опціонально.

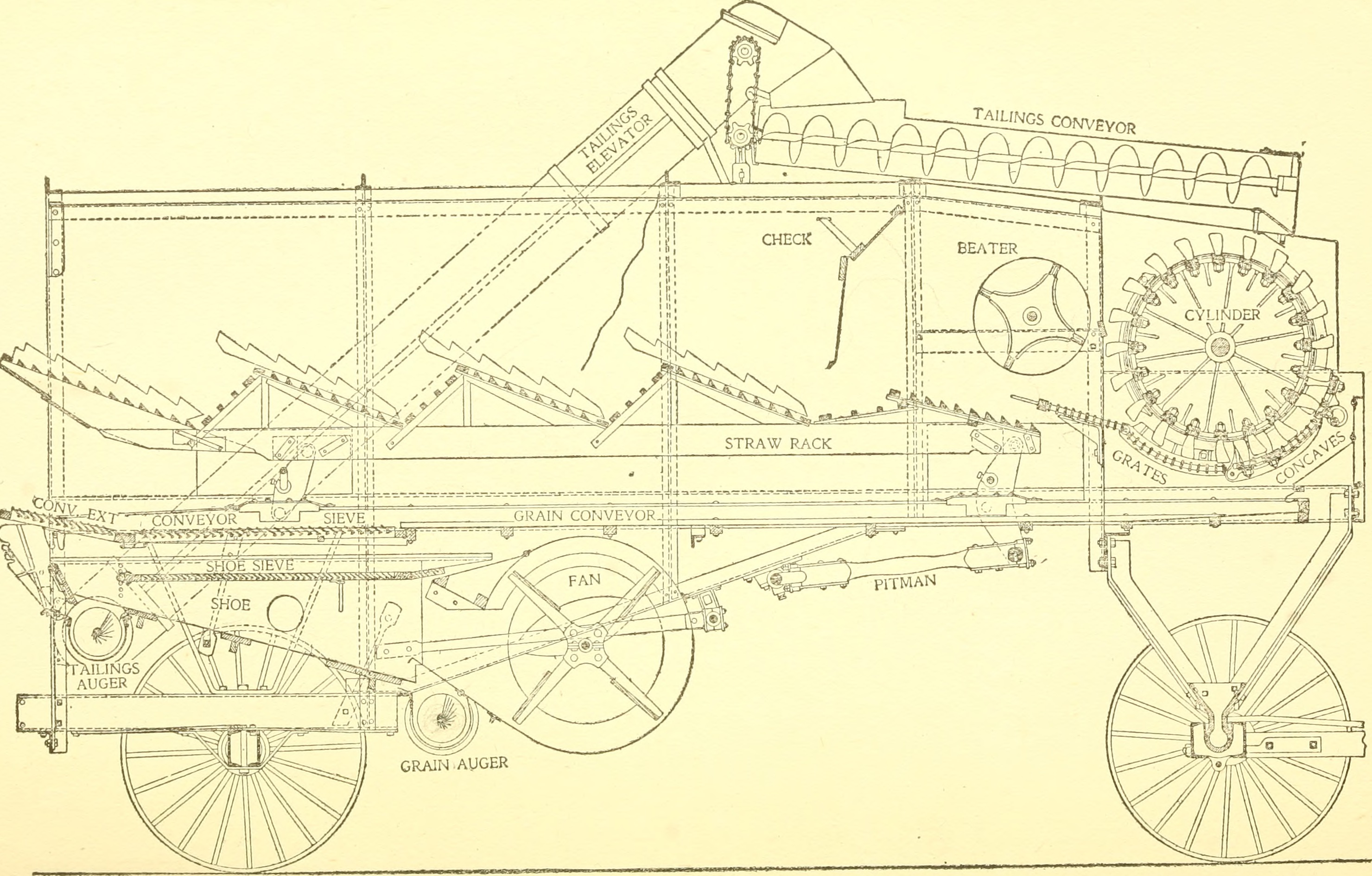
Схема американської молотарки: зубчастий барабан (cylinder), підбарабанник (grates), бітер (beater), соломотряс (straw rack), вентилятор віялки (fan), шнек для недомолоченого колосся (tailings auger), елеватор для недомолоченого колосся (tailings elevator), шнековий транспортер для недомолоченого колосся (tailings conveyor), транспортер для зерна (grain conveyor), транспортер для полови (conv. ext.), половне решето (conveyor sieve), решето віялки (shoe sieve), шнек для зерна (grain auger), шатун привода соломотряса (pitman)

## Галерея

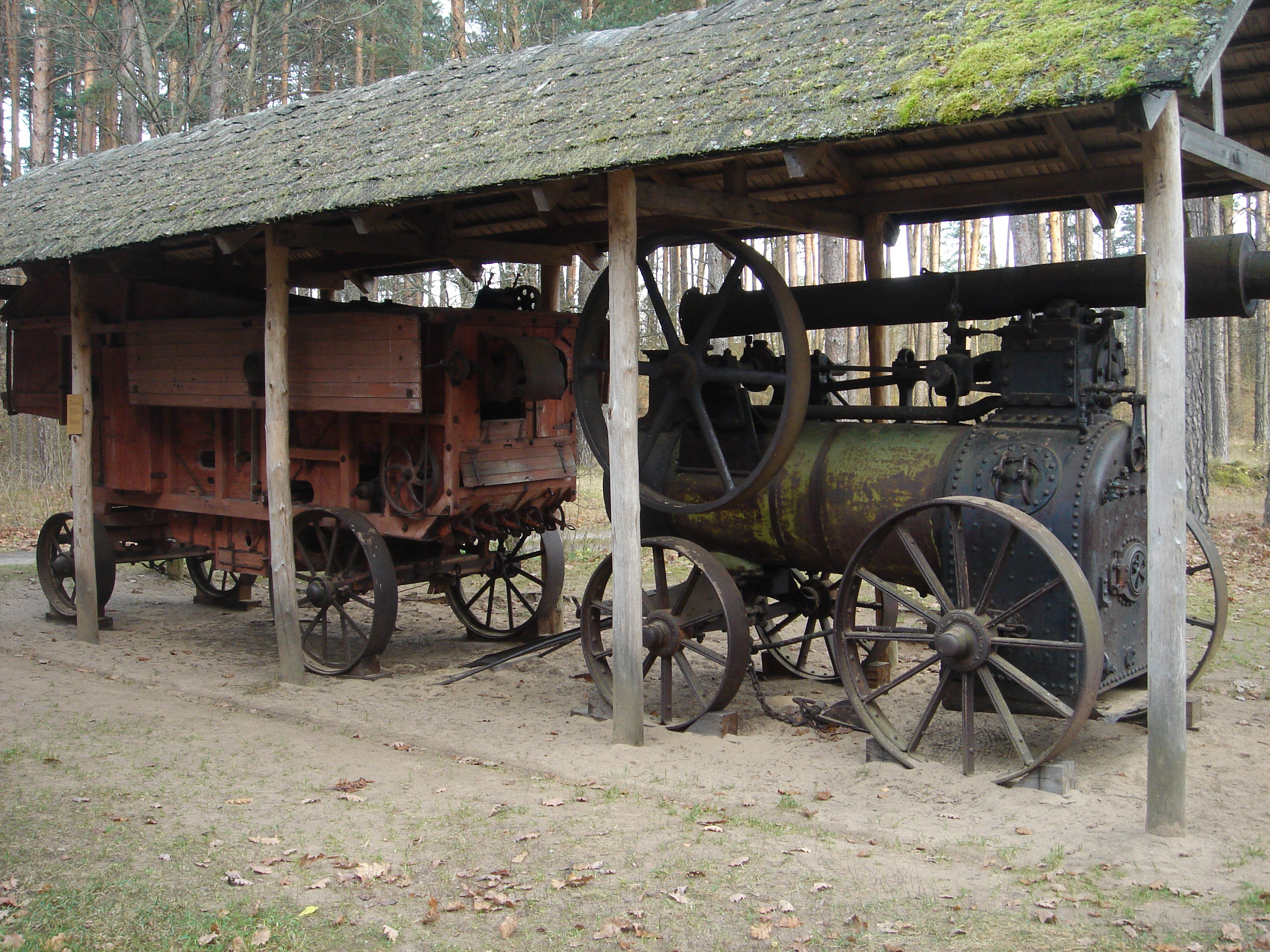
Молотарка і локомобіль
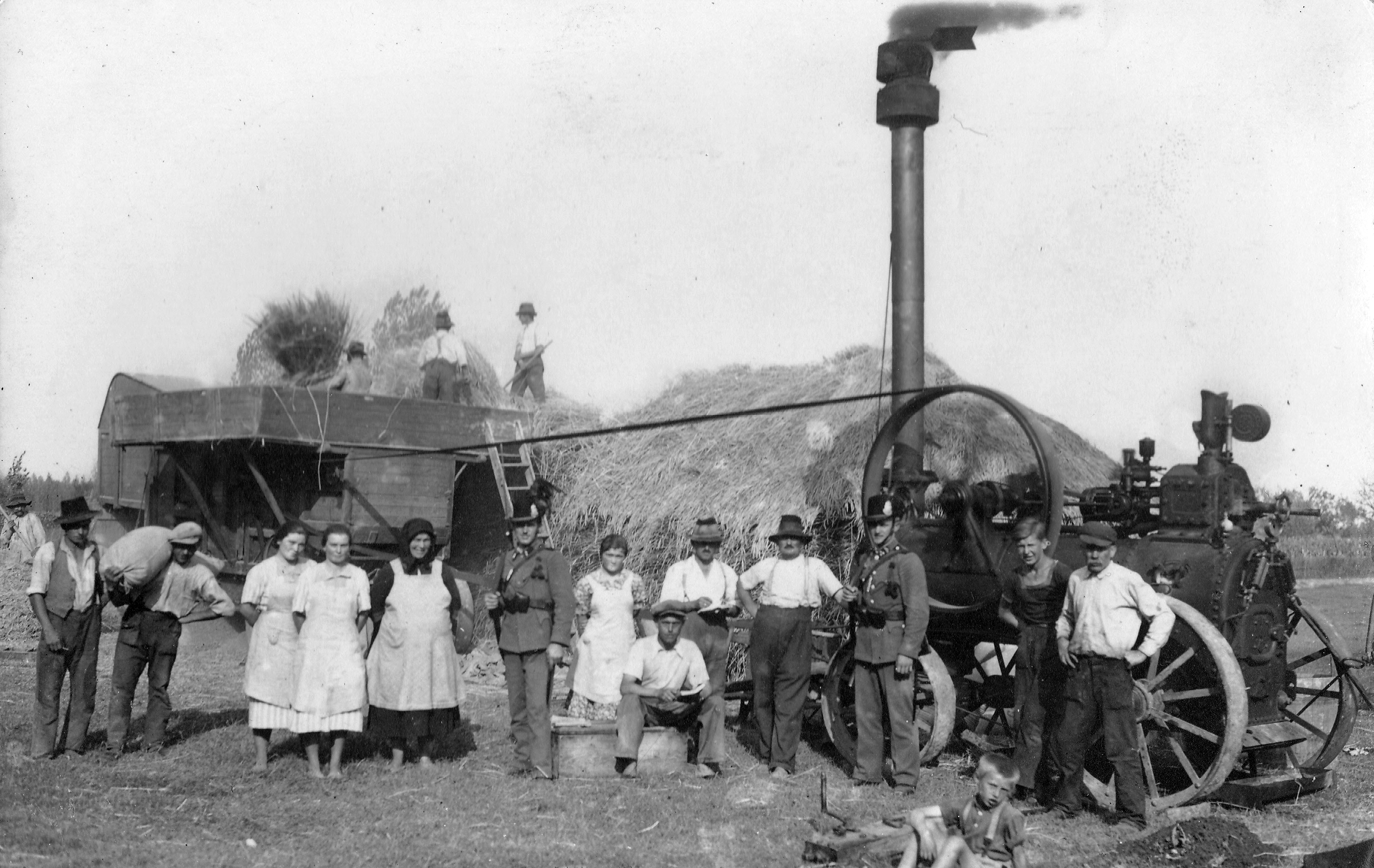
Молотарка фірми HSCS, 1936 р.
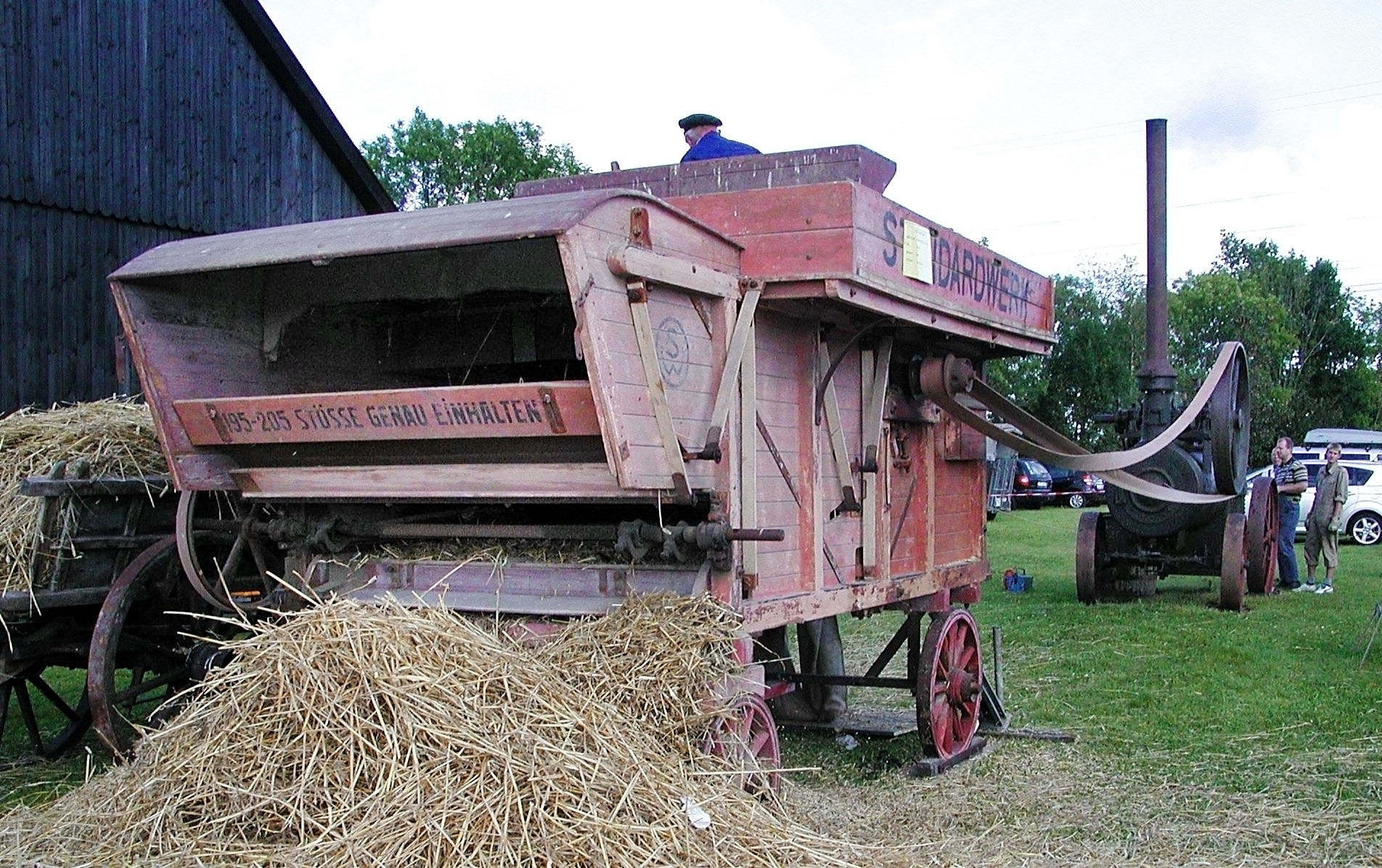
Молотарка з приводом від локомобіля